# Střelba na Kábulské univerzitě (2020)
Ke střelbě na Kábulské univerzitě došlo 2. listopadu 2020 v 11:00 místního času. Tři ozbrojení lidé zaútočili na kampus Kábulské univerzity v Kábulu, přičemž zahynulo 35 lidí a dalších 50 lidí bylo zraněno. Útok začal v době, kdy se očekávalo, že do kampusu přijedou vládní úředníci na otevření íránského knižního veletrhu. Všichni tři ozbrojenci byli později zabiti během přestřelky s bezpečnostními složkami.

## Pozadí
Univerzita v Kábulu je jednou z největších afghánských vysokých škol. Ta se stala obětí teroristického útoku už v roce 2019, kdy zde bomba zabila devět lidí. Pouhý týden před tímto útokem zaútočil na jinou kábulskou školu sebevražedný atentátník, v níž zabil 30 lidí.
V den útoku se na univerzitě konal mezinárodní knižní veletrh. Očekávalo se, že se události zúčastní několik úředníků afghánské vlády a íránský velvyslanec v Afghánistánu.

## Průběh útoku
Útok začal 2. listopadu 2020 kolem 11:00 místního času. Skupina útočníku odpálila u vstupu do areálu výbušninu. Poté, co vstoupili do areálu, začali střílet na kolemjdoucí a později zadrželi 35 rukojmích. Mnoho studentů dokázalo uniknout z vnitřních prostorů okny, ostatní byli donuceni se na místě ukrýt. Někteří zranění byli evakuování do nejbližší nemocnice.
Na místo byli přivoláni místní policisté a speciální jednotky afghánské armády, aby obklíčili areál a po několika hodinách zahájili jeho prohlídku.
35 lidí, včetně pachatelů, bylo zabito a dalších 50 lidí zraněno. Většinu obětí tvořili studenti, kteří studovali na této škole a učitelé, kteří zde učili.

## Reakce
Bývalý afghánský prezident Hamid Karzaj to označil za „neodpustitelný zločin“.
Afghánská vláda vyhlásila den po útoku za národní den smutku.
Útok odsoudilo mnoho členských zemí OSN, včetně České republiky. Český prezident Miloš Zeman a předseda Senátu ČR Miloš Vystrčil zaslali svým afghánským protějškům kondolenční dopis.
Afghánský viceprezident Amrullah Saleh obvinil z útoku hnutí Talibán, který jej v reakci na to popřel. K útoku se přihlásila teroristická organizace Islámský stát.
Studenti univerzity druhý den místnímu tisku řekli, že je útok od vzdělání neodradí.